# Koblenz Open 2025
Il Koblenz Open 2025 è stato un torneo maschile di tennis professionistico. È stata la 7ª edizione del torneo, facente parte della categoria Challenger 100 nell'ambito dell'ATP Challenger Tour 2025, con un montepremi di 145 000 €. Si è giocato dal 27 gennaio al 2 febbraio 2025 sui campi in cemento indoor della CGM Arena di Coblenza, in Germania.

## Partecipanti

### Teste di serie
| Nazionalità | Giocatore            | Ranking* | Testa di serie |
| ----------- | -------------------- | -------- | -------------- |
| Germania    | Henri Squire         | 178      | 1              |
| Paesi Bassi | Gijs Brouwer         | 189      | 2              |
| Francia     | Antoine Escoffier    | 205      | 3              |
| Francia     | Matteo Martineau     | 215      | 4              |
| Francia     | Ugo Blanchet         | 227      | 5              |
| Italia      | Gianluca Mager       | 228      | 6              |
| Italia      | Federico Arnaboldi   | 233      | 7              |
| Italia      | Francesco Maestrelli | 237      | 8              |

* Ranking al 13 gennaio 2025.

### Altri partecipanti
I seguenti giocatori hanno ricevuto una wild card per il tabellone principale:
- Diego Dedura-Palomero
- Justin Engel
- Max Schönhaus

I seguenti giocatori sono entrati in tabellone come alternate:
- Ivan Gakhov
- Oleg Prihodko
- Aleksej Vatutin

I seguenti giocatori sono passati dalle qualificazioni:
- Luca Nardi
- Vadym Ursu
- Max Wiskandt
- Florian Broska
- Mika Brunold
- Christoph Negritu

I seguenti giocatori sono entrati in tabellone come lucky loser:
- Dimitar Kuzmanov
- Ryan Nijboer
- Jakub Paul

## Punti e montepremi
| Torneo    | Torneo              | V      | F     | SF    | QF    | 2T    | 1T    | Q | Q2  | Q1  |
| Singolare | Punti               | 100    | 50    | 25    | 14    | 7     | 0     | 4 | 2   | 0   |
| Singolare | Premi in denaro (€) | 16 020 | 9 415 | 5 555 | 3 240 | 1 900 | 1 160 | – | 580 | 290 |
| Doppio    | Punti               | 100    | 50    | 25    | 14    | –     | 0     | – | –   | –   |
| Doppio    | Premi in denaro (€) | 6 845  | 4 050 | 2 400 | 1 420 | –     | 800   | – | –   | –   |

## Campioni

### Singolare
Ugo Blanchet ha sconfitto in finale  Luca Nardi con il punteggio di 6–3, 3–6, 7–6(5).

### Doppio
Jakub Paul /  David Pel hanno sconfitto in finale  Geoffrey Blancaneaux /  Joshua Paris per walkover.